# Organização Pan-Americana da Saúde
A Organização Pan-Americana da Saúde (OPAS) é uma organização internacional especializada em saúde. Criada em 1902, é a mais antiga agência internacional de saúde do mundo. A Organização Pan-Americana da Saúde é um organismo internacional de saúde pública com mais de um século de experiência, dedicado a melhorar as condições de saúde dos países das Américas. A integração às Nações Unidas acontece quando a entidade se torna o Escritório Regional para as Américas da Organização Mundial da Saúde.
Sediada em Washington, nos Estados Unidos, atua como escritório regional da Organização Mundial da Saúde para as Américas e faz parte dos sistemas da Organização dos Estados Americanos (OEA) e da Organização das Nações Unidas (ONU).
Possui escritórios em 27 países, além de três centros especializados.

## Países-membros
| País                     | Data de admissão       |
| Antígua e Barbuda        | 20 de setembro de 1982 |
| Argentina                | 27 de setembro de 1937 |
| Bahamas                  | 8 de outubro de 1974   |
| Barbados                 | 2 de outubro de 1967   |
| Belize                   | 20 de setembro de 1982 |
| Bolívia                  | 22 de março de 1929    |
| Brasil                   | 29 de outubro de 1929  |
| Canadá                   | 27 de setembro de 1971 |
| Chile                    | 3 de outubro de 1929   |
| Colômbia                 | 21 de junho de 1933    |
| Costa Rica               | 13 de dezembro de 1926 |
| Cuba                     | 22 de junho de 1925    |
| Dominica                 | 21 de setembro de 1981 |
| Equador                  | 27 de setembro de 1930 |
| El Salvador              | 28 de maio de 1926     |
| Estados Unidos           | 28 de março de 1925    |
| Granada                  | 29 de setembro de 1977 |
| Guatemala                | 10 de maio de 1933     |
| Guiana                   | 2 de outubro de 1967   |
| Haiti                    | 25 de junho de 1926    |
| Honduras                 | 15 de janeiro de 1957  |
| Jamaica                  | 23 de agosto de 1962   |
| México                   | 1º de março de 1929    |
| Nicarágua                | 17 de dezembro de 1927 |
| Panamá                   | 9 de março de 1929     |
| Paraguai                 | 14 de junho de 1939    |
| Peru                     | 20 de novembro de 1926 |
| República Dominicana     | 18 de novembro de 1929 |
| Santa Lúcia              | 22 de setembro de 1980 |
| São Cristóvão e Neves    | 24 de setembro de 1984 |
| São Vicente e Granadinas | 21 de setembro de 1981 |
| Suriname                 | 29 de setembro de 1976 |
| Trinidad e Tobago        | 20 de setembro de 1963 |
| Uruguai                  | 14 de dezembro de 1928 |
| Venezuela                | 13 de março de 1933    |

## Oficina Sanitária Pan-Americana
A Oficina Sanitária Pan-Americana é a Secretaria da Organização Pan-Americana da Saúde. Foi estabelecida a partir da Primeira Conferência Internacional Americana, ocorrida de 2 de outubro de 1889 a 19 de abril de 1890, em Washington.

### Diretores da OPAS
- Dr. Walter Wyman (1902–1911)
- Dr. Rupert Blue (1912–1920)
- Dr. Hugh Cumming (1920–1947)
- Dr. Fred Soper (1947–1959)
- Dr. Abraham Horwitz (1959–1975)
- Dr. Hector Acuña (1975–1983)
- Dr. Carlyle Guerra de Macedo (1983–1995)
- Dr. George Alleyne (1995–2003)
- Dra. Mirta Roses Periago (2003–2013)
- Dra. Carissa F. Etienne (2013–2023)
- Dr. Jarbas Barbosa da Silva Jr. (2023–presente)[3]